# Finale de la Coupe d'Afrique des nations de football 1990
La finale de la CAN 1990 est la 15e finale du Coupe d'Afrique des nations organisé par la CAF. Ce match de football a eu lieu le vendredi 16 mars 1990 au Stade 5 Juillet 1962 d'Alger, en Algérie.
Elle oppose le Nigeria à l' Algérie, hôte de la compétition. Au terme de la rencontre, l'Algérie l'emporte sur le score d'un but à zéro, remportant son premier titre international. La finale a été un remake de la finale de 1980 à Lagos, au Nigeria, qui avait gagné 3-0.

## Feuille du match
| 16 mars 1990 | Algérie     | 1 - 0   | Nigeria | Stade du 5-Juillet-1962, Alger                                         |                                                                        |
| 16 h 00      | 38e Oudjani | (1 - 0) |         | Spectateurs : 114 000 Diffuseur : EPTV Arbitrage : Jean-Fidèle Diramba | Spectateurs : 114 000 Diffuseur : EPTV Arbitrage : Jean-Fidèle Diramba |
| 16 h 00      | Rapport     |         |         | Spectateurs : 114 000 Diffuseur : EPTV Arbitrage : Jean-Fidèle Diramba | Spectateurs : 114 000 Diffuseur : EPTV Arbitrage : Jean-Fidèle Diramba |

| Algérie | Nigeria |

| Algérie            |    |                           |     |     |
|                    |    |                           |     |     |
| Gardien de but     | 22 | Antar Osmani              |     |     |
|                    | 5  | Messaoud Aït Abderrahmane |     |     |
|                    | 4  | Ali Benhalima             |     |     |
|                    | 20 | Fodil Megharia            |     |     |
|                    | 15 | Abdelhakim Serrar         |     |     |
|                    | 14 | Tahar Chérif El-Ouazzani  |     | 85e |
|                    | 8  | Djamel Amani              | 62e |     |
|                    | 18 | Moussa Saïb               |     |     |
|                    | 11 | Rabah Madjer              |     |     |
|                    | 10 | Chérif Oudjani            |     | 90e |
|                    | 9  | Djamel Menad              |     |     |
| Remplaçants :      |    |                           |     |     |
|                    | 16 | Kamel Kadri               |     |     |
|                    | 19 | Tarek Lazizi              |     |     |
|                    | 6  | Mahieddine Meftah         |     | 85e |
|                    | 12 | Nacer Bouiche             |     |     |
|                    | 17 | Mohamed Rahem             |     | 90e |
| Entraîneur :       |    |                           |     |     |
| Abdelhamid Kermali |    |                           |     |     |

| Nigeria           |    |                  |     |     |
|                   |    |                  |     |     |
| Gardien de but    | 1  | Alloysius Agu    |     |     |
|                   | 4  | Uche Okechukwu   |     |     |
|                   | 19 | Isaac Semitoje   |     |     |
|                   | 13 | Herbert Anijekwu |     |     |
|                   | 3  | Andrew Uwe       |     | 13e |
|                   | 8  | Moses Kpakor     |     |     |
|                   | 6  | Thompson Oliha   | 31e |     |
|                   | 10 | Emmanuel Okocha  |     |     |
|                   | 7  | Ayodele Ogunlana |     | 69e |
|                   | 9  | Rashidi Yekini   |     |     |
|                   | 17 | Friday Elahor    | 44e |     |
| Remplaçants :     |    |                  |     |     |
|                   | 18 | Christian Obi    |     |     |
|                   | 2  | Aminu Abdul      |     | 13e |
|                   | 11 | Ademola Adeshina |     |     |
|                   | 20 | Baldwin Bazuaye  |     |     |
|                   | 14 | Daniel Amokachi  |     | 69e |
| Sélectionneur :   |    |                  |     |     |
| Clemens Westerhof |    |                  |     |     |

| Assistants : Abdelali Naciri Idrissa Sarr |